# Arpavon
Arpavon település Franciaországban, Drôme megyében. Lakosainak száma 73 fő (2022. január 1.). Arpavon Sahune, Curnier, Montaulieu, Montréal-les-Sources, Le Poët-Sigillat, Rochebrune és Sainte-Jalle községekkel határos.

## Népesség
A település népességének változása:
| Lakosok száma | 64   | 32   | 44   | 70   | 89   | 81   | 77   | 77   | 76   | 73   |
|               | 1968 | 1982 | 1990 | 2006 | 2013 | 2015 | 2017 | 2019 | 2020 | 2022 |